# رویارویی و جلوگیری از پاسخ
رویارویی و جلوگیری از پاسخ (به انگلیسی: exposure and response prevention: ERP) یک روش درمانی است که در آن افراد با ترس‌های خود مواجه شده و پاسخ یا واکنشی که برای فرار از آن ترس‌ها به کار می‌بردند را انجام نمی‌دهند. انجمن روانپزشکی آمریکا این درمان را برای مبتلایان به وسواس توصیه کرده‌است.
این درمان از دو جزء اصلی تشکیل شده‌است: رویارویی زنده یا تجسمی و به دنبال آن جلوگیری از پاسخ. در رویارویی زنده یا تجسمی، برای مدت یک تا دو ساعت در بیمار اضطراب ایجاد می‌شود و آن‌گاه درمانگر از اون می‌خواهد از انجام رفتارهای وسواسی خودداری کند. این در حالی است که پس از این مدت سطح اضطراب در بیمار رو به کاهش می‌گذارد. جلوگیری از پاسخ همیشه جزئی از صحنه‌های رویارویی تجسمی است و همیشه به دنبال رویارویی زنده صورت می‌گیرد.